# شیخ‌نشین
شیخ‌نشینیا امیرنشین(به انگلیسی: emirate, sheikhdom) به حکومت رئیس قبیله در محدوده جغرافیایی خاص قبیله تحت سیستم اداره محدوده‌های خودگردانی گویند که دارای استقلال اقتصادی و اداری و کمی سیاسی هستند اما در سیاست‌های کلان و خارجی تابع حکومت مرکزی هستند، گاه این شیخ‌نشین‌ها به واسطه قدرت نظامی یا سیاسی، استقلال کامل خود را بدست می‌آورند.

## نگارخانه

کویت
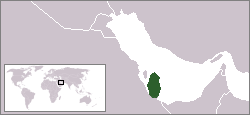
قطر
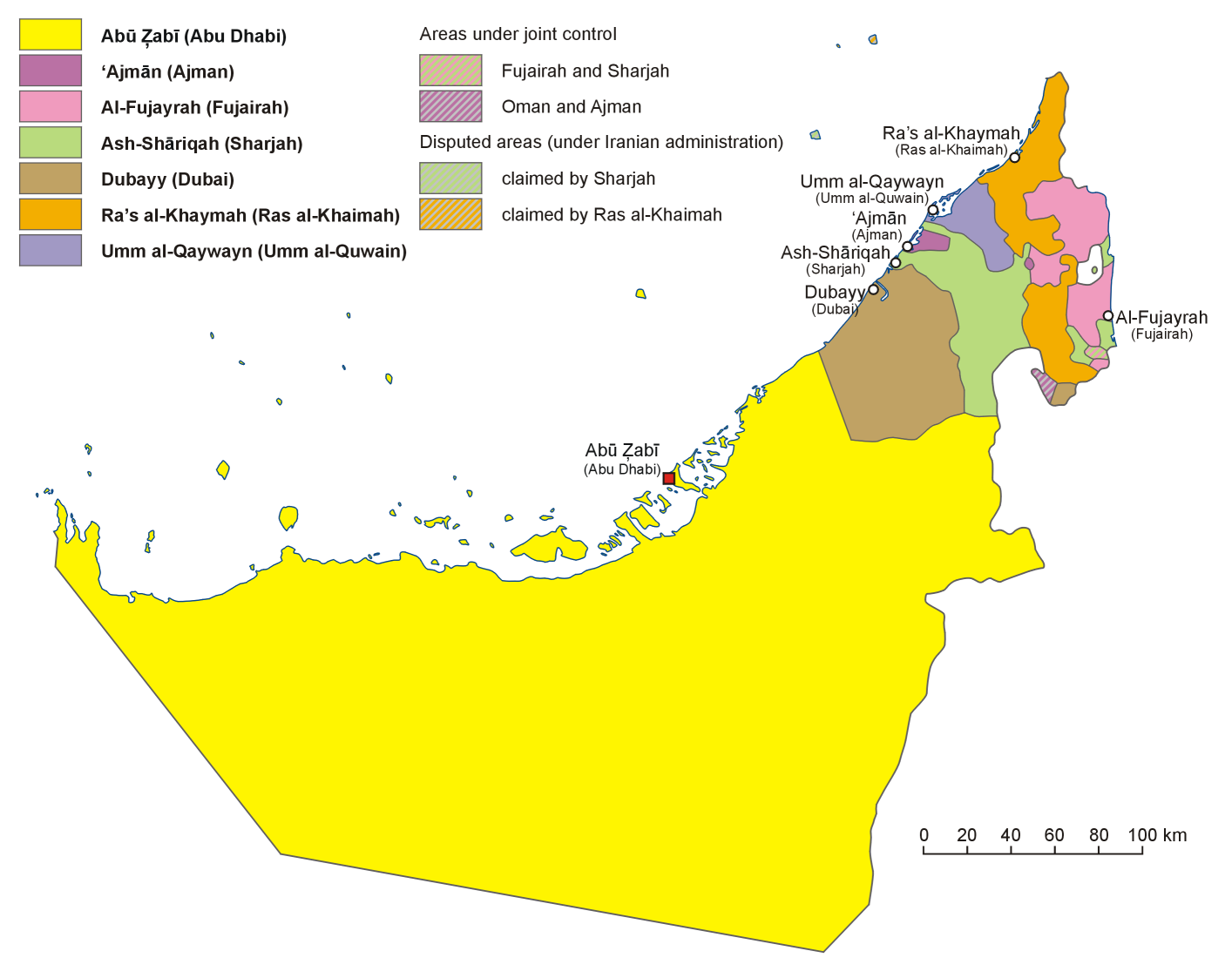
امارت‌های امارات متحده عربی

## نمونه‌ها
- عجمان
- رأس‌الخیمه